# 双树乡
双树乡，是中华人民共和国辽宁省葫芦岛市龙港区下辖的一个乡镇级行政单位。

## 行政区划
双树乡下辖以下地区：
双树村、老和村、兴北村、东砬村和东窑村。